# L'Esprit de famille (film, 1979)
Pour les articles homonymes, voir L'Esprit de famille.
Pour plus de détails, voir Fiche technique et Distribution.
L'Esprit de famille est un film français réalisé par  Jean-Pierre Blanc et sorti en 1979.

## Synopsis
La chronique d'une famille unie : le père, médecin généraliste, la mère, artiste à ses heures et leurs quatre filles, dont Pauline, 17 ans en Terminale qui rêve de devenir romancière. Pauline vit sa première passion amoureuse avec Pierre, un peintre plus âgé qu'elle. Quand elle apprend qu'il est déjà marié et père d'une fillette, Pauline s'efface et retrouve sa place au sein de sa famille.

## Fiche technique
- Titre : L'Esprit de famille
- Réalisation : Jean-Pierre Blanc
- Scénario : Jean-Pierre Blanc et Janine Boissard d'après son roman[1]
- Musique : Dave
- Photographie : Edmond Séchan
- Production : Marcel Albertini et Jean-Pierre Le Moine
- Sociétés de production : Silènes Distribution et Alpes Cinéma
- Société de distribution : Silènes Distribution (France)
- Pays de production :  France
- Genre : Comédie dramatique
- Durée : 90 minutes
- Dates de sortie : 
  - France : 28 février 1979

## Distribution
- Michel Serrault : le docteur Charles Moreau
- Nicole Courcel : Hélène
- Laurence de Monaghan : Claire
- Pascale Rocard : Pauline
- Jean-Marie Proslier : Tavernier
- Sylvain Joubert : Pierre
- Dave : lui-même
- Cécile Ricard